# 錢七條
錢七條是1995年中華人民共和國國務院副總理兼外交部長錢其琛發表的《中央人民政府处理“九七”后香港涉台问题的基本原则和政策》的簡稱，內容是：
1. 港、台兩地現有的各種民間交流交往關係，包括經濟文化交流、人員往來等，基本不變。
2. 鼓勵、歡迎台灣居民和台灣各類資本到香港從事投資、貿易和其他工商活動。台灣居民和台灣各類資本在香港的正當權益依法受到保護。
3. 根據「一個中國」的原則，香港特別行政區與台灣地區間空中航線和海上運輸航線，按「地區特殊航線」管理。香港特別行政區與台灣地區間的海、航運交通，依雙向互惠原則進行。
4. 台灣居民可根據香港特別行政區法律進出香港地區，或在當地就學、就業、定居。為方便台灣居民出入香港，中央人民政府將就其所持證件等問題作出安排。
5. 香港特別行政區的教育、科學、技術、文化、藝術、體育、專業、醫療衛生、勞工、社會福利、社會工作等方面的民間團體和宗教組織，在互不隸屬、互不干涉和互相尊重的原則基礎上，可與台灣地區的有關民間團體和組織保持和發展關係。
6. 香港特別行政區與台灣地區之間以各種名義進行的官方接觸往來、商談、簽署協議和設立機構，須報請中央人民政府批准，或經中央人民政府具體授權，由特別行政區行政長官批准。
7. 台灣現有在香港的機構及人員可繼續留存，他們在行動上要嚴格遵守《中華人民共和國香港特別行政區基本法》，不得違背「一個中國」的原則，不得從事損害香港的安定繁榮以及與其註冊性質不符的活動。我們鼓勵、歡迎他們為國家統一和保持香港繁榮穩定作出貢獻。